# 3851-es busz
A 3851-es jelzésű autóbuszvonal egy Szerencs és Abaújszántó között közlekedő helyközi járat, amelyet a Volánbusz Zrt. üzemeltet Golop érintésével.

## Útvonala
Szerencs vasútállomásáról indul. Egyedül a járásközpontban tesz kitéréseket (Golop községet az összes járat érinti), a Rákóczi iskolához tanítási napokon 2 járat tér ki, de a Hidegvölgyi utcát sem keresi fel több busz. Az Ondi úton hagyja el a várost, majd az 1984-től Szerencs részét képező egykori faluba, Ondra rajt. A 3814-es mellékúton ezt követi Rátka, majd a szomszédos Tállya a 98-as vasútvonal határában. A Szerencs-patak völgyében fekvő Golopot mindegyik indítás kiszolgálja, amit mindössze a Zemplén-hegység nyugati lábánál elhelyezkedő Abaújszántó városa követ. A piactér megállójában végállomásozik.
Ellentétes irányban útvonala változatlan.

## Közlekedése
Indításszáma magas, bár sok alkalommal vagy csak Ondig, vagy Golopig közlekedik. Szerencs állomásán Miskolc és Sátoraljaújhely felé/felől vasúti kapcsolatot nyújt jellemzően mind a két irányból. Nagyjából azonos útvonalon fut a 3729-es és a 3806-os busz is.
| Útvonal                              | Indításszám     | Közlekedési rend          |
| ------------------------------------ | --------------- | ------------------------- |
| Szerencs, vá. – Ond, isk.            | 2 pár           | tanítási napokon          |
| Szerencs, vá. – Ond, isk.            | 1 pár           | tanszünetben munkanapokon |
| Szerencs, vá. – Ond, isk.            | 3 pár           | munkaszüneti napokon      |
| Szerencs, vá. – Tállya, kőbánya      | 1 pár           | tanítási napokon          |
| Szerencs, vá. – Golop, aut. ford.    | 3 oda, 1 vissza | munkanapokon              |
| Szerencs, vá. – Golop, aut. ford.    | 3 oda, 2 vissza | szabadnapokon             |
| Szerencs, vá. – Golop, aut. ford.    | 1 vissza        | munkaszüneti napokon      |
| Szerencs, vá. – Abaújszántó, piactér | 4 pár           | munkanapokon              |
| Szerencs, vá. – Abaújszántó, piactér | 3 pár           | szabadnapokon             |
| Szerencs, vá. – Abaújszántó, piactér | 1 pár           | munkaszüneti napokon      |

## Megállóhelyei
| 0                                                               | Szerencs, vasútállomás végállomás            | 0.0 km  | 3729, 3730, 3806, 3852, 3853, 3855, 3859, 3860, 3895 Füzér InterCity, gyorsvonat, Tokaj InterCity, Zemplén InterCity, személyvonat – Sárospatak [80.] |
| 1                                                               | Szerencs, csokoládégyár                      | 0.8 km  | 3729, 3730, 3806, 3807, 3852, 3853, 3855, 3859, 3860, 3895                                                                                            |
| Tanítási napokon 2 indítás érinti.                              |                                              |         | |
| ∫                                                               | Szerencs, Rákóczi iskola                     | ∫       | – |
| Tanítási napokon 2, tanszünetben munkanapokon 1 indítás érinti. |                                              |         | |
| ∫                                                               | Szerencs, posta                              | ∫       | 3729, 3730, 3806, 3807, 3852, 3859, 3860 |
| ∫                                                               | Szerencs, malom                              | ∫       | 3729, 3730, 3806, 3807, 3852, 3859, 3860 |
| ∫                                                               | Szerencs, Hidegvölgyi utca                   | ∫       | 3807, 3852, 3860 |
| ∫                                                               | Szerencs, malom                              | ∫       | 3729, 3730, 3806, 3807, 3852, 3859, 3860 |
| ∫                                                               | Szerencs, posta                              | ∫       | 3729, 3730, 3806, 3807, 3852, 3859, 3860 |
| 2                                                               | Szerencs, Rákóczi utca 99.                   | 1.5 km  | 3729, 3730, 3806, 3807, 3852, 3859, 3860, 3895 |
| 3                                                               | Szerencs, Ondi utca 58.                      | 2.4 km  | 3729, 3806, 3895 |
| 4                                                               | Szerencs-Ond, Fő út 139.                     | 4.2 km  | 3729, 3806, 3895 |
| 5                                                               | Szerencs-Ond, iskola vonalközi végállomás    | 5.1 km  | 3729, 3806, 3895 |
| 6                                                               | Rátka, vegyesbolt                            | 7.6 km  | 3729, 3806, 3895 |
| 7                                                               | Rátka, italbolt                              | 8.4 km  | 3729, 3806, 3895 személyvonat – Rátka [98.] |
| 8                                                               | Rátka, Kossuth utca 127.                     | 8.9 km  | 3729, 3806, 3895 |
| 9                                                               | Tállya, községháza                           | 10.8 km | 3729, 3806, 3808, 3895 |
| 10                                                              | Tállya, Rákóczi utca 64.                     | 11.3 km | 3729, 3806, 3808, 3895 |
| 11                                                              | Tállya, kőbánya vonalközi végállomás         | 11.3 km | 3729, 3806, 3808, 3895 |
| 12                                                              | Golop, vasúti megállóhely bejárati út        | 13.2 km | 3729, 3806, 3808 személyvonat – Golop [98.] |
| 13                                                              | Golop, autóbusz-forduló vonalközi végállomás | 14.7 km | 3729, 3806, 3808 |
| 14                                                              | Golop, vasúti megállóhely bejárati út        | 16.2 km | 3729, 3806, 3808 személyvonat – Golop [98.] |
| 15                                                              | Abaújszántó, művelődési ház                  | 20.3 km | 3723, 3729, 3806, 3808, 3810, 3868 |
| 16                                                              | Abaújszántó, piactér végállomás              | 21.0 km | 3723, 3729, 3806, 3808, 3809, 3810, 3824, 3868 |